# Tiktak

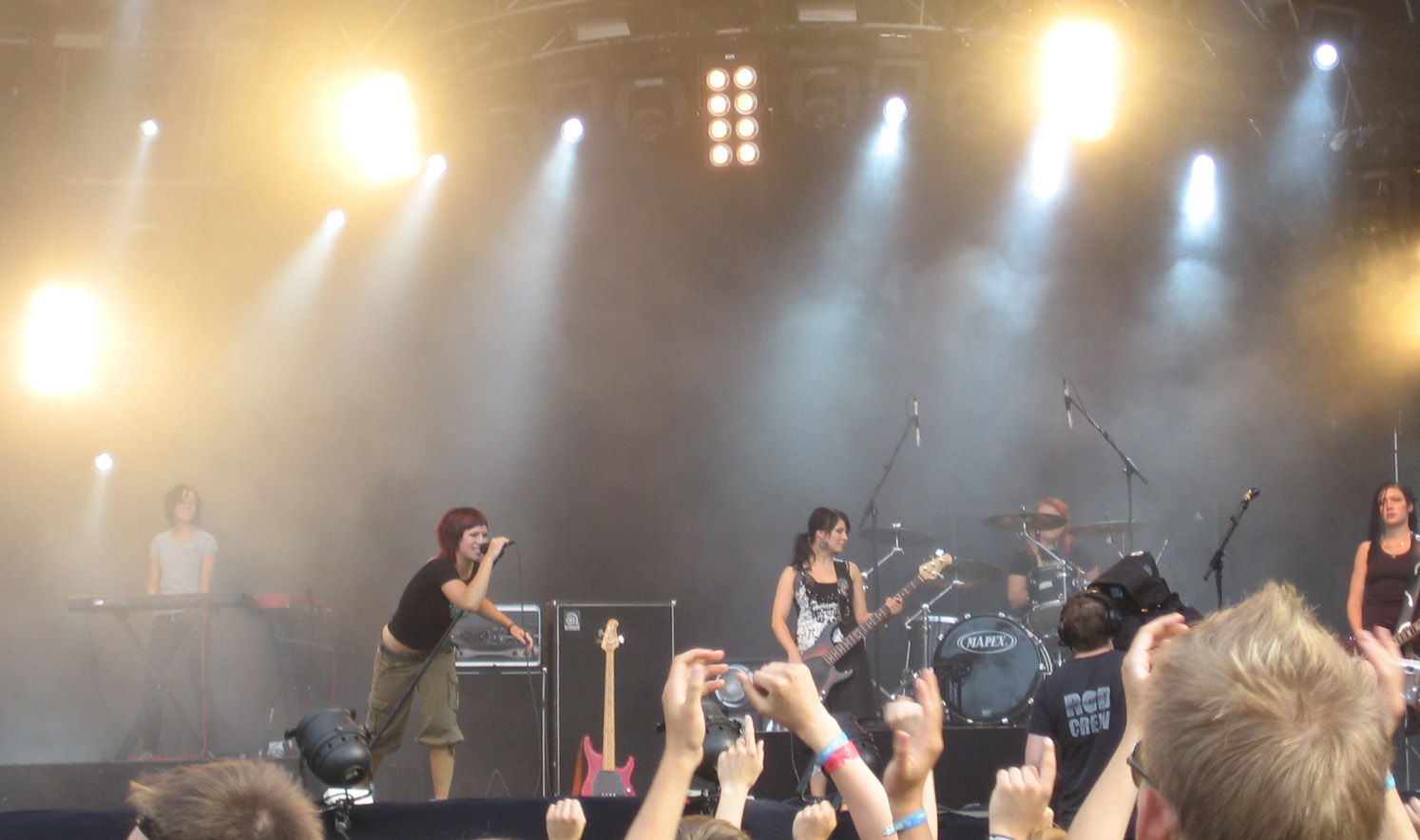
Tiktak na festivalu Provinssirock 2006

Tiktak byla finská dívčí pop-rocková hudební skupina, založená v roce 1999. Jejími členkami je 6 dívek ze severních Helsinek, které se potkaly na hudební škole.
Debutové album Frendit (Přátelé) dosáhlo obrovské popularity v domovském Finsku, ale úspěšně se prodávalo i v sousedních skandinávských zemích a Rusku. Tiktak hrají hudbu na pomezí popu a rocku.

## Složení
- „Emppu“ Emilia Suhonen (nar. 15. prosince 1985) - kytara, zpěv

- „Mimmu“ Mirjami Hyvönen (nar. 27. ledna 1985) - basová kytara, zpěv

- Nea Mokkila (nar. 13. ledna 1985) - klávesy

- Noora Puhakka (nar. 11. listopadu 1985) - kytara, zpěv

- Petra Mauria (nar. 11. června 1985) - zpěv

- Tuuli Taimi (nar. 16. června 1983) - bicí, zpěv

## Alba
- Frendit (čes. Prátelé) (22. listopadu 1999)
- Frendit / Friends (13. listopadu 2000) (2x platinové)
- Jotain muuta (čes. Něco jiného)(16. listopadu 2001)
- Jotain muuta… ja jotain uutta! (čes. Něco jiného… a něco nového!)(15. listopadu 2002) (3x platinové)
- Ympyrää (čes. Kruh) (7. listopadu 2003) (2x platinové)
- Myrskyn edellä (čes. Před bouří)(23. listopadu 2005) (platinové)

## Singly
- Sekoitat mun maailman (čes. Mícháš mojím světem) (23. srpna 1999)
- Lopeta (čes. Končí) (říjen 1999)
- Sydän lyö (čes. Srdce buší) (únor 2000)
- Minne vaan (čes. Kamkoli) (květen 2000)
- Leijailen (čes. Vznáším se) (srpen 2000)
- Christmas (Baby Please Come Home) (2000)
- Don't Turn Back (čes. Neotáčej se zpátky) (2000)
- Upside Down (čes. Vzhůru nohama) (2000)
- Häiritsen sinua (čes. Štvu tě) (17. září 2001)
- Kyyneleet (čes. Slzy) (9. listopadu 2001)
- Jotain muuta (čes. Něco jiného) (15. března 2002)
- Satuprinsessa (čes. pohádková princezna) (8. července 2002)
- Jää (čes. Led) (30. září 2002)
- Lähdetään tänään (čes. Dnes odjíždíme) (25. července 2003)
- Tänä yönä taivaaseen (čes. Dnes večer do nebe) (2003)
- Tuuleksi taivaanrantaan (čes. Přecházeje k břehům nebe) (2004)
- Heilutaan (čes. Houpejme se) (7. května 2004)
- Sankaritar (čes. Hrdinka) (2006)
- Samantekevää (čes. Nepodstatný) (2006)
- Paha sana (čes. Zlé slovo) (2006)
- Kuka vaan (čes. Kdokoli) (2006)
- Miten onni korjataan (2007)
- Mutta mä rakastan sua (2007)